# Râul Aiud
Râul Aiud sau Râul Aiudul de Sus este un curs de apă, afluent al râului Mureș. Cursul superior este cunoscut și sub numele de Râul Vălișoara.

## Hărți
- Harta Munții Apuseni
- Harta Județul Alba
- Harta Munții Trascău  Arhivat în 11 octombrie 2008, la Wayback Machine.